# Raymond Lewis
Raymond Lewis (Los Angeles, 3 settembre 1952 – Los Angeles, 11 febbraio 2001) è stato un cestista statunitense.

## Carriera
Frequentò la Verbum Dei High School di Los Angeles, riuscendo a conquistare 4 titoli consecutivi della California Interscholastic Federation, e venendo nominato miglior giocatore in due occasioni. La scelta del college non fu semplice; ricevette infatti circa 250 offerte, e preferì optare per la California State University, che gli offrì una Corvette e garantì l'ingaggio di quasi tutti i suoi compagni di squadra di Verbum Dei.
Disputò due stagioni al college, nella prima delle quali mantenne una media di 38,9 punti a partita: fu il migliore in questa classifica, finendo davanti a David Thompson (futuro membro del Naismith Hall of Fame).
Decise pertanto di passare al professionismo e venne selezionato al primo giro del Draft NBA 1973 dai Philadelphia 76ers. Durante il camp estivo Lewis ebbe modo di distinguersi, anche in misura maggiore di Doug Collins, prima scelta assoluta e futuro All-Star. Le pretese contrattuali del giocatore convinsero però la squadra a non concludere l'accordo, così Lewis rimase inattivo per una stagione. L'anno successivo fu invitato nuovamente al camp dai 76ers, ma non riuscì ad essere ingaggiato. Abbandonò così il professionismo e divenne un affermato giocatore di playground.
Nonostante non abbia mai giocato in campionati professionistici, Raymond Lewis è stato definito da Jerry Tarkanian come «il più grande giocatore che abbia mai reclutato, e il più grande di sempre proveniente da Los Angeles.». È generalmente considerato come uno dei giocatori più forti a non aver mai giocato in NBA.
È morto nel 2001, a causa delle complicazioni seguite a un'operazione di amputazione della gamba.